# Jane Swagerty
Jane Ellen Swagerty, née le 30 juillet 1951, est une ancienne nageuse américaine, spécialiste de la brasse.

## Carrière
À dix-sept ans, elle participe aux Jeux olympiques d'été de 1968 à Mexico, où elle remporte la médaille de bronze sur le 100 m dos en 1 min 08 s 10 derrière sa compatriote Kaye Hall (1 min 06 s 20) et la Canadienne Elaine Tanner (1 min 06 s 70). Elle participe aussi aux qualifications du 4 x 100 m 4 nages qui est médaillé d'or.
Elle est intronisée au International Swimming Hall of Fame.